# Kreshnik Krasniqi
Kreshnik Krasniqi (Oslo, 2000. december 22. –) norvég születésű koszovói korosztályos válogatott labdarúgó, a norvég Strømsgodset középpályása.

## Pályafutása

### Klubcsapatokban
Krasniqi a norvégiai fővárosban, Osloban született. Az ifjúsági pályafutását a Hønefoss csapatában kezdte, majd a Strømsgodset akadémiájánál folytatta.
2015-ben mutatkozott be a Hønefoss felnőtt csapatában, ahol mindössze egy mérkőzésen lépett csak pályára. 2016-ban a Strømsgodset tartalékcsapatához igazolt. 2020-ban debütált az első osztályban szereplő első csapatában. Először 2020. június 21-én, az Odd ellen 1–0-ra megnyert mérkőzésen a 65. percben Ipalibo Jack cseréjeként lépett pályára. Első gólját 2021. október 24-én, a Bodø/Glimt ellen 1–1-es döntetlennel zárult találkozón szerezte. 2022. március 19-én, a Sandnes Ulf ellen 4–0-ra megnyert kupamérkőzésen kétszer is betalált a hálóba, így hozzájárulva a klub elődöntőbe való bejutásában.

### A válogatottban
2019-ben debütált a koszovói U21-es válogatottban. Először 2019. november 15-én, Ausztria ellen 4–0-ra elvesztett EB-selejtezőn 83. percben Kreshnik Hajrizit váltva lépett pályára.

## Statisztikák
2022. május 28. szerint
| Klub         | Szezon   | Osztály     | Bajnokság | Bajnokság | Kupa  | Kupa | Nemzetközi | Nemzetközi | Összesen | Összesen |
| Klub         | Szezon   | Osztály     | Meccs     | Gól       | Meccs | Gól  | Meccs      | Gól        | Meccs    | Gól      |
| ------------ | -------- | ----------- | --------- | --------- | ----- | ---- | ---------- | ---------- | -------- | -------- |
| Strømsgodset | 2020     | Eliteserien | 5         | 0         | 0     | 0    | —          | —          | 5        | 0        |
| Strømsgodset | 2021     | Eliteserien | 20        | 1         | 1     | 0    | —          | —          | 21       | 1        |
| Strømsgodset | 2022     | Eliteserien | 10        | 0         | 4     | 4    | —          | —          | 14       | 4        |
| Összesen     | Összesen | Összesen    | 35        | 1         | 5     | 4    | 0          | 0          | 40       | 5        |

## Fordítás
Ez a szócikk részben vagy egészben  a   Kreshnik Krasniqi című angol Wikipédia-szócikk fordításán alapul.  Az eredeti cikk szerkesztőit annak laptörténete sorolja fel. Ez a jelzés csupán a megfogalmazás eredetét és a szerzői jogokat jelzi, nem szolgál a cikkben szereplő információk forrásmegjelöléseként.